# فريد عكشة
فريد العكشة (1921 - 22 مايو 2014)، هو سياسي أردني. من مواليد الكرك. شغل منصب وزير التنمية الاجتماعية والعمل عام 1967. انضم إلى حكومة رئيس الوزراء أحمد اللوزي في 21 أغسطس 1972 كوزير للصحة. احتفظ بهذا المنصب حتى عام 1973.

## وفاته
توفي يوم الخميس 22 مايو 2014

## الروابط الخارجية
http://www.jordantimes.com/news/local/former-minister-farid-aksheh-passes-away==
https://www.abc.es/archivo/periodicos/abc-madrid-19720822-14.html?ref=https:%2F%2Fen.wikipedia.org%2F